# Peintre en bâtiment
Pour les articles homonymes, voir Peintre.
Un ou une peintre en bâtiment est la personne responsable de l'application des peintures sur un bâtiment. Il habille les murs et les plafonds, maîtrise l’art de la finition et assure l'entretien des habitations.
Le peintre en bâtiment doit reconnaître et savoir préparer tout type de support tel que le béton, le plâtre, le bois, la brique, le métal afin d'obtenir la finition demandée. Les diverses préparations permettront de rendre le support propre, sain, lisse avec une surface plane, et apte à recevoir la peinture de finition. Le peintre en bâtiment est le plus souvent le dernier ouvrier à intervenir sur un chantier, seul ou en équipe selon la taille des travaux à effectuer. Il peut travailler autant sur des chantiers de rénovation que sur des chantiers de construction neuve.

## Formation

### En France

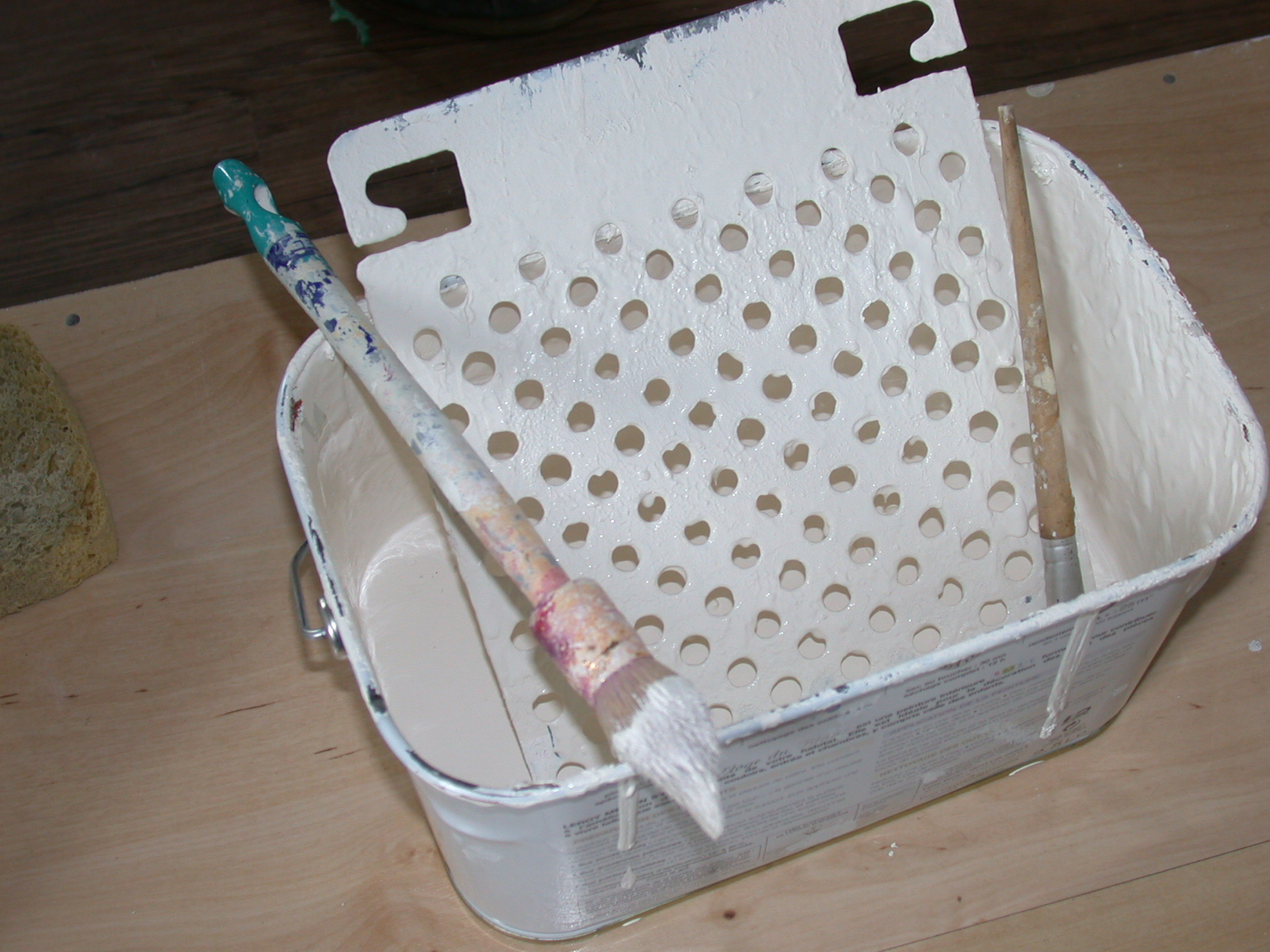
Grille pour rouleau.

Dans un Centre de formation d'apprentis on peut obtenir le CAP et le BP. Le diplôme du BP est accessible en deux ans après un CAP. Il permet d'entrer rapidement dans la vie active et d'approfondir ses connaissances en produits décoratifs tel que les patines, glacis, faux bois, faux marbre, etc. Il est nécessaire de l'obtenir afin de pouvoir créer son entreprise. Ce diplôme représente donc un double avantage, d'une part une haute qualification dans le domaine souhaité, et d'autre part la possibilité d'ouvrir un commerce. La durée d'apprentissage pour obtenir le CAP varie de un à trois ans. L'alternance permet à la fois de commencer le travail en entreprise et d'étudier le métier souhaité à l'école. À la suite de ce diplôme, on peut poursuivre sur un BP qui dure deux ans.
Dans un LP (lycée professionnel), un CAP se déroule sur deux ans, avec quatorze semaines de stage appelé formation en milieu professionnel. On peut également choisir de faire une mention complémentaire de 1 an en alternance qui nous apprend la plâtrerie ou la décoration.
On peut aussi, à la suite d'une ré-orientation professionnelle, faire un stage de formation dans un centre AFPA. En 1989, cette formation durait environ 8 mois (39 h/semaine) et en plus de la peinture, incluait une formation de solier-moquettiste et la vitrerie. Le diplôme obtenu est une équivalence du CAP de peintre en bâtiment, assez appréciée par les artisans ou les entreprises.

### Formation de base
C'est une formation duale, qui s'effectue essentiellement au sein d'entreprises (maître d'apprentissage) qui sont agréées par les autorités compétentes. L'apprentissage dure trois ans. Les apprentis effectuent un jour de cours théorique hebdomadaire dans un centre d'enseignement professionnel. Les cours théoriques sont organisés et mis sur pied par l’État. La formation est complétée par des cours pratiques dans une école professionnelle, entre 24 et 40 jours selon les cantons, répartie en trois ans. Ces cours durent environ deux semaines par année de pratique. Ils sont organisées et mis sur pied par les associations professionnelles.
Au terme de la formation de trois ans, les apprentis sont évalués par un examen de trois jours pour la partie pratique et de un jour pour la partie théorique, durant lesquels ils effectuent divers travaux représentatifs du métier. Ces examens sont mis sur pied conjointement par l'État et les associations professionnelles.
Les apprentis qui terminent leurs formations avec succès se voient délivrer un CFC (certificat fédéral de capacité).

### Formations supérieures
Ce sont des formations par modules pour l'obtention de divers titres, à savoir : un certificat de chef d'équipe, un brevet de contremaître et un diplôme de maître peintre.
Le module de chef d'équipe et de contremaître sont essentiellement basés sur la pratique avec quelques cours théoriques. Le module de maîtrise est essentiellement basé sur la théorie et la conduite d'entreprise.

### Au Québec (Canada)
Cours de 900 heures dans une école de métier. Il y a 3 écoles accréditées au Québec :
- Montréal : E.M.C.M[3]
- Québec : E.M.O.I.C.Q[4]
- Jonquière : C.F.P. Jonquière

Dans la province de Québec, il faut obligatoirement être détenteur d'un permis de la RBQ pour avoir le droit de peindre des immeubles commerciaux, sans quoi le peintre en question peut recevoir une amende. Ce permis n'est pas obligatoire pour peindre des résidences.

## Les différents types d'outils et leur utilisation

### Brosses
Les brosses et les pinceaux se composent d'un manche en bois dur, protégé par un vernis résistant, et de poils en soie unis par une bague métallique appelée virole. Elles peuvent être rondes ou plates et sont de divers diamètres qui sont généralement indiqués sur la virole ou sur le manche. Les plus utilisés sont de grandeur 2 1/2 pouces et 3 pouces. Il y a d'autres grandeurs comme de 1/2 pouces à 4 pouces. On utilise principalement les brosses à rechampir (pointues) ou les brosses pouces selon le travail à effectuer. Quant aux brosses plates, leur diamètre varie selon leur largeur. Tous ces outils servent aussi bien pour appliquer la couche de fond que la couche de finition. Ils sont aussi utiles pour passer les vernis et les lasures.
Pour appliquer la peinture sur les surfaces planes, les menuiseries (portes, volets…) ou dans les angles d'une pièce la brosse pouce est la mieux adaptée. En revanche, en ce qui concerne les surfaces étroites et les coins (bordures, fenêtres…) la brosse à rechampir est nécessaire.
Les brosses coudés, plus communément appelées brosses radiateurs, servent à peindre les surfaces difficiles d'accès comme les radiateurs et les tuyaux. Quant aux spalters, ils sont utilisés afin de lisser les différentes laques, étaler et mélanger les peintures ainsi que les couleurs sur les supports, et sont très appréciés pour réaliser des effets de matières.

### Couteaux à enduire et reboucher
Ces couteaux, ou lames, sont souvent utilisés par le peintre. C'est avec ces outils qu'il va pouvoir rendre lisse (donc sans défaut), reboucher les trous et les fissures d'un support. Il en existe de différentes tailles. Le choix du couteau se décide donc selon le support et le matériau utilisé. Il faut choisir de préférence en acier inoxydable car ils sont très souvent en contact avec les enduits à l'eau et le plâtre. Le couteau est, par conséquent, l'un des outils que le peintre doit le mieux entretenir.

### Rouleaux
Il existe différentes sortes de rouleau : en mousse, en laine, à poil court, à poil long, à poil ras, etc. Il y a de nombreux types de rouleaux en fonction de la finition et du produit; méché, frisé, texturé, microfibre, mousse, en polyamide, en polyester... On se sert des rouleaux à poil long pour encoller les murs lors de la pose de toile de verre, lors de peinture sur toile de verre, car les poils longs permettent de garnir la toile. On s'en sert pour peindre le crépi, et en général pour tous les supports fortement structurés. Les rouleaux à poils courts servent pour repeindre un support lisse. Les rouleaux en mousse, ou laqueur, servent beaucoup pour peindre les portes, volets, portails (tous les supports demandant un film de peinture très tendu et très fin). Pour peindre les portes, les fenêtres, les plinthes ainsi que les accès difficiles, la patte de lapin (long manche surmonté d'un petit rouleau) est très utilisée.
De manière générale, tous ces rouleaux servent à couvrir des grandes ou petites surfaces, tout en étendant de façon régulière et uniforme la peinture.
Il est nécessaire également de disposer d'un camion, récipient dans lequel on met la peinture, et d'une grille d'essorage, pour égoutter le rouleau, afin de ne pas salir et de bien réaliser le travail à effectuer.

### Papier de verre
Le papier de verre sert à polir les surfaces de divers matériaux comme le bois, le métal… Il existe différents grains : 40, 80, 150, 240, 600… Attention : plus le nombre est grand, plus le grain est fin. Il faut donc l'utiliser en fonction du support à poncer, et ne pas le mouiller car c'est un matériau abrasif sec. Pour plus de rapidité et d'efficacité, le peintre peut utiliser une ponceuse girafe (ponceuse électrique avec papier de verre situé sur la tête) pour préparer des surfaces avant de tapisser ou de peindre, toujours dans le même but : obtenir une surface lisse, sans défaut. Cette machine, grâce à son long manche, peut facilement atteindre les plafonds.

### Pistolets pulvérisateur
Les pulvérisateurs (projette un mélange air/peinture), les airless (aspire la peinture et la projette sans air) servent en peinture en général pour des finitions très soignées ou lorsque le professionnel à une très grande surface à peindre. Et les « bringues » servent à décoller le papier peint collé sur la tête des gens.

### Perche extensible
Les perches extensible mesurent entre 1 mètre et 3 mètres et permettent de peindre de grands murs ou de haut plafonds.

### Outil de préparation de surface
Pour le métal, il y a plusieurs outils comme : le jet abrasif. On peut aussi utiliser de l'eau sous pression (3 000 psi à 25 000 psi). Pour les murs de plâtre, on utilise des truelles, spatules et porte mortier. On utilise aussi du papier de verre pour poncer les surfaces. On se sert d'une girafe (ponceuse électrique ronde avec un grand manche) et d'un girafon (manuel attribué d'une perche pour faire les hauteurs) sur lesquels on scratch des papiers de verres ronds. Il existe aussi des petites ponceuses (rondes, rectangle et triangle) pour les petites surfaces et les angles (portes, fenêtres, etc.).

## Finition
Dans le métier de peintre en bâtiment, il est nécessaire de connaître l'état de finition que souhaite le client avant d'entreprendre les travaux de peinture. C'est le choix du client qui déterminera les tâches que le peintre devra effectuer sur les subjectiles.

### Classement des finitions
Il existe divers états de finition, qui sont répartis en quatre catégories : la finition A, B, C, et ce que l'on appelle la finition spécifique :
- La finition A est la finition la plus soignée, la plus aboutie. Elle tolère de légers défauts de planéité et d'aspect mais, elle exige un réchampissage régulier et un aspect final uniforme.
- La finition B est la finition intermédiaire, elle est d'aspect poché. Des défauts d'épiderme peuvent apparaître, ainsi que des traces d'outils d'application. Le réchampissage peut également présenter quelques irrégularités.
- La finition C est la finition la plus simple et est aussi d'aspect poché. Le film de peinture doit couvrir le subjectile, les défauts de pouvoir masquant ou de brillance sont tolérés.
- La finition spécifique, quant à elle, ne tolère aucun défaut. Elle dépend de la nature des travaux[5].

## Travaux

### Préparatoires
Ils consistent à retirer de la matière (égrenage, ponçage, lessivage).

### Apprêt
Ils consistent à ajouter de la matière (impression, enduit).

### Finition
Ils consistent à appliquer la peinture ou à poser le revêtement mural.